# 화학 반응속도론

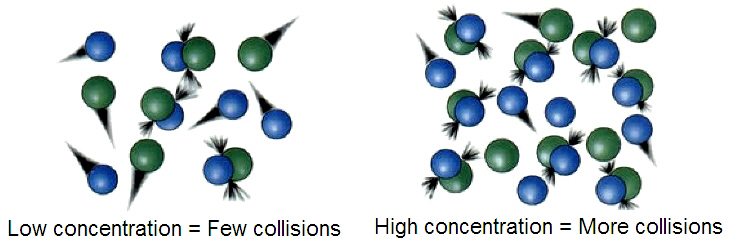
반응속도는 반응물의 농도가 높을수록 빨라진다. - 이러한 사실은 충돌모형으로 설명할 수 있다.

화학 반응속도론(化學反應速度論, 영어: chemical reaction kinetics)은 화학 반응 속도에 관한 학문 분야이다. 화학 속도론(영어: chemical kinetics) 또는 반응 속도론(영어: reaction kinetics, 반응 운동학)이라고도 한다. 화학 반응속도론은 다른 실험 조건이 어떻게 화학 반응의 속도에 영향을 주는지에 대해 연구하고, 반응 메커니즘을 통해 생성물의 생산량에 대해 연구하며, 화학 반응의 특성을 수학적인 모델로 구성하는 것을 포함한다. 1864년 노르웨이의 과학자 페테르 보게와 카토 굴드베르그는 화학 반응의 속도는 반응 물질의 양에 비례한다는 질량작용의 법칙을 공식화하여 화학 반응속도론의 발전에 기여하였다.

## 역사
1864년에 페테르 보게와 카토 굴드베르그는 화학 반응의 속도가 반응물의 양과 비례한다는 질량작용의 법칙을 공식화함으로써 화학 반응속도론의 분야를 개척하였다.

## 반응 속도
화학 반응속도론은 반응 속도의 실험적 결정을 다룬다. 여기에서 속도법칙과 속도상수가 유래했다. 속도법칙은 0차 반응(시간이 지나도 반응 속도가 일정한 반응), 1차 반응, 2차 반응 등에 적용될 수 있다. 연속적인 반응에서 속도 결정 단계는 반응속도를 결정한다. 연속적인 1차 반응에서 가장 느린 반응(속도 결정 단계)를 이용하면 속도 법칙을 단순화시킬 수 있다. 반응에서 속도 상수와 잦음율을 알고 있을 경우 아레니우스 방정식을 통해 실험 결과로부터 활성화 에너지를 계산할 수 있다. 반응 속도에 영향을 미치는 주요 원인은 다음과 같다.
- 반응물의 농도
- 반응물의 물리적 상태
- 온도
- 촉매

## 촉매
촉매란 화학 반응에 참여하여 반응 경로를 변경함으로써 반응 속도를 기존의 반응 속도에 비해 빠르게 하거나 느리게 하는 화합물을 의미한다. 촉매는 반응 중 소량만 있어도 반응 속도에 큰 영향을 미친다. 촉매는 기존의 반응 경로와는 전혀 다른, 즉 다른 형태의 전이 상태를 형성하고 이는 활성화 에너지의 차이를 나타낸다. 정촉매는 활성화 에너지를 낮춰 반응속도를 빠르게 하고 부촉매는 활성화 에너지를 높여 반응속도를 느리게 한다. 반응 후에도 촉매는 원래 상태로 존재한다. 균일 촉매와 불균일 촉매로 분류할 수 있다.
1)	균일 촉매
반응 시 반응물과 같은 상으로 존재하는 촉매
2)	불균일 촉매
반응 시 촉매의 상이 반응물과 다른 경우

## 반응 메커니즘
아래의 화학 반응식이 성립한다고 가정하자(대문자는 분자의 종류이고 소문자는 상수이다).
aA + bB ↔ cC + dD
이 반응은 여러 단계를 거쳐 진행되며 이 각각의 단계를 단일 단계 반응이라고 한다. 그리고 이 과정 중에서 중간에 생성되었다가 소비되는 물질로 전체 화학반응식에 나타나지 않는 물질을 중간체라고 한다. 이 반응에서 중간에 생성되었다가 소모되는 과정들을 반응 매커니즘이라고 한다. 이 반응이 평형상태가 되면 정반응 속도와 역반응 속도가 동일하게 되고, 이를 이용하여 각각의 반응 매커니즘에서의 평형 상수를 구할 수 있고 이들을 모두 곱해주면 전체 반응의 평형 상수(K)를 구할 수 있다.
K = (C^c  * D^d)/(A^a  * B^b )

## 반응속도의 온도의 의존성
아레니우스는 1889년에 속도 상수가 반응 온도와 관련되어 있음을 실험적으로 발견하였다. 반응의 온도와 반응 속도 상수간의 상관 관계를 실험적으로 나타낸 식은 다음과 같다.
아레니우스식: k=Ae^((-E_a)/RT)
(k=속도상수, e: 자연로그의 밑, T: 절대온도, A: 잦음률 R: 기체상수(8.314J/mol K) E_a: 활성화 에너지)
위 식의 양변에 자연로그를 취하면 ln⁡k=-E_a/R  1/T  〖+ln〗⁡A
즉 ln⁡k와 1/T 에 대한 직선 그래프에서 y절편이 ln⁡A 이고 기울기가 -E_a/R 임을 알 수 있다.

## 같이 보기
- 효소 반응속도론

## 참고 문헌
- Preparing for the Chemistry AP Exam. Upper Saddle River, New Jersey: Pearson Education, 2004. 131–134. ISBN 0-536-73157-8